# Voetwol

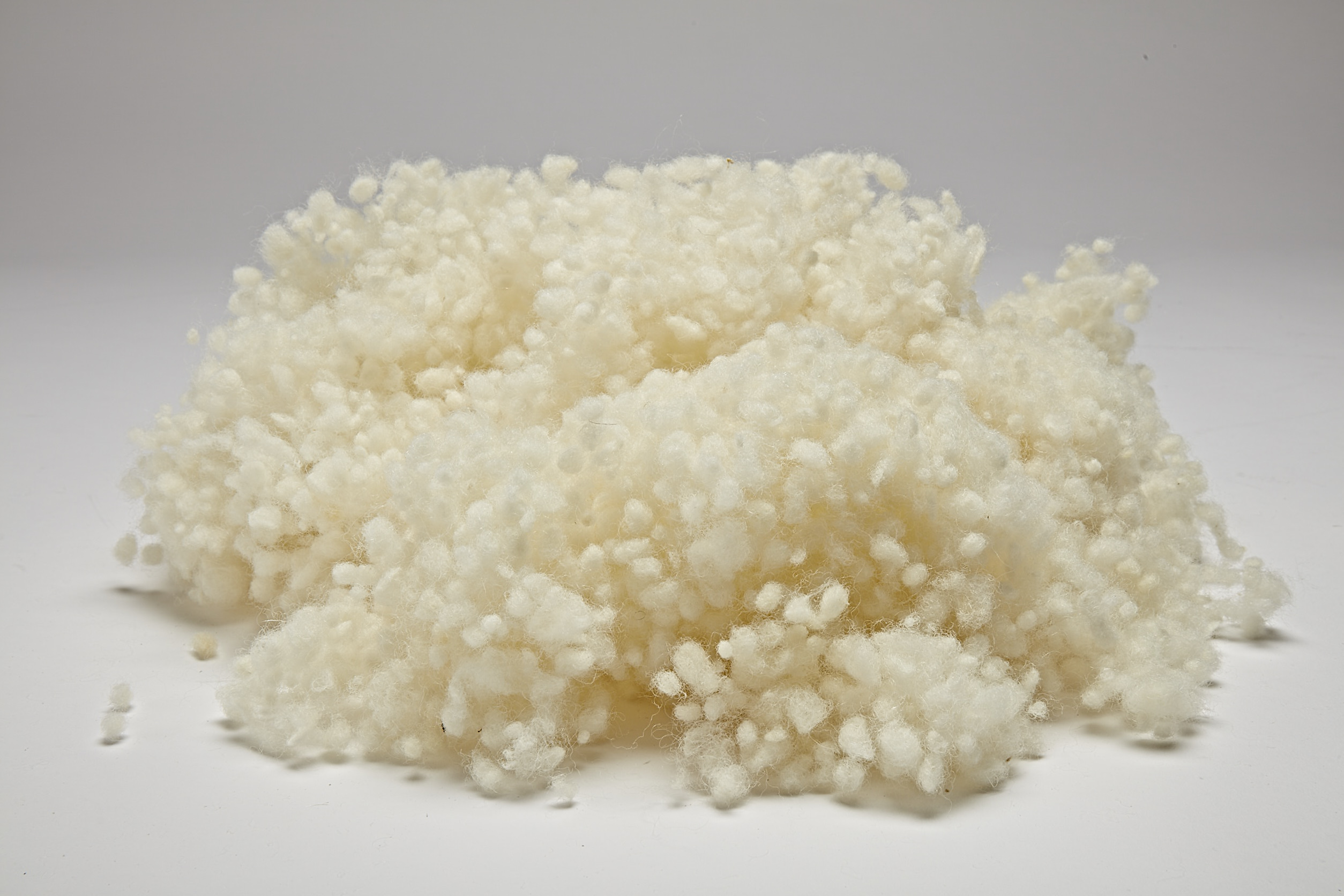
schapenwol

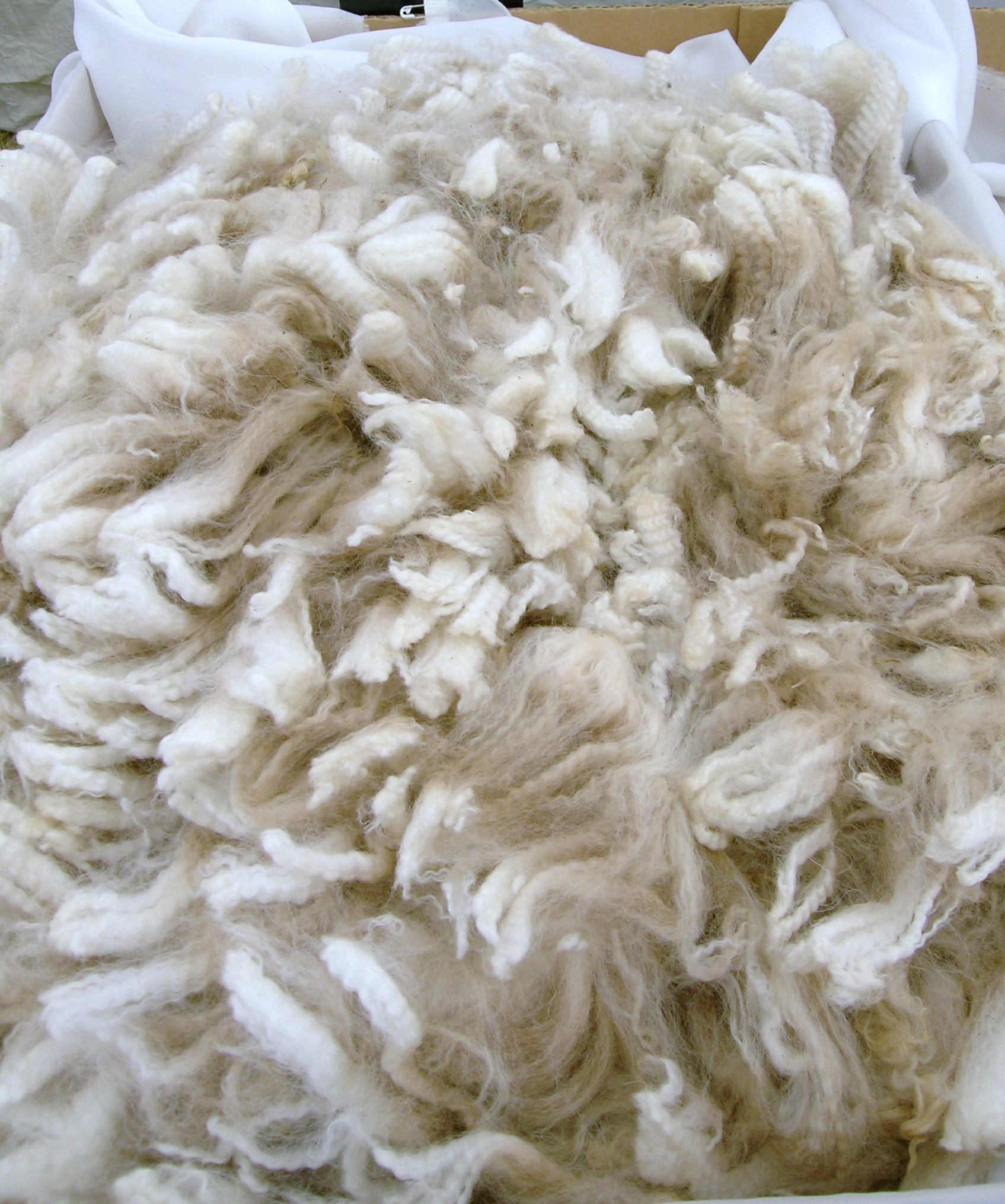
alpacawol

Voetwol, ook wel voetenwol, wandelwol, loopwol of loperswol genoemd, zijn gekaarde gereinigde plukken wol die gebruikt worden door wandelaars om makkelijker te lopen, met minder kans op drukpunten en blaren als gevolg.

## Toepassing
Onder wandelaars is wol ter voorkoming van blaren al decennialang een gebruikt middel. Het wordt vooral gebruikt tijdens langere wandeltochten.
De wol wordt in plukjes op de plekken van de voet als knokkels, drukgevoelige delen gevoelig voor likdoorns aangebracht - tussen de tenen bij de hiel of wreef. Hierover wordt de sok aangetrokken. De wol vormt zich naar de lacunes rondom de voet, en de sok en schoen geven de vorm. De wol geeft de lanoline af en absorbeert zweet. De plukken worden dagelijks vervangen omdat door de opname van huidvloeistoffen en de afgifte van lanoline de werking dan is afgenomen. Personen met een lanoline-allergie of een allergie voor schapenwol kunnen in plaats daarvan alpacawol gebruiken. Alpacawol is vrij van lanoline, waardoor de werking hetzelfde blijft, op de lanoline-afgifte na.
Het gebruik van plukjes wol in de schoenen verkleint de kans op blaarvorming en problemen als likdoorns, hallux valgus, zweetvoeten en koude voeten. Door de lanoline wordt tevens de huid bevochtigd, zodat deze minder vatbaar is voor irritaties als blaren. Ook vormt de wol een natuurlijk kussen tussen huid en de sok, waardoor de kans op wrijving en knelpunten vermindert.

## Productie en verkrijgbaarheid
Wolproducenten wassen de wol met water en natriumcarbonaat waardoor zand en vuil verwijderd worden. Hierna worden de plukken wol licht gekaard met een metalen kam zodat de vezels ontwarren en het overgebleven vuil als twijgjes ook verdwijnt. De wol wordt in kleine hoeveelheden verpakt en doorverkocht aan wederverkopers als sportwinkels en webshops, die ze onder diverse merknamen op de markt brengen. Ook kan de wol direct gekocht worden van de schapen- of alpacaboer als deze ze zelf heeft gereinigd en gekaard.